# Mannerheimintie

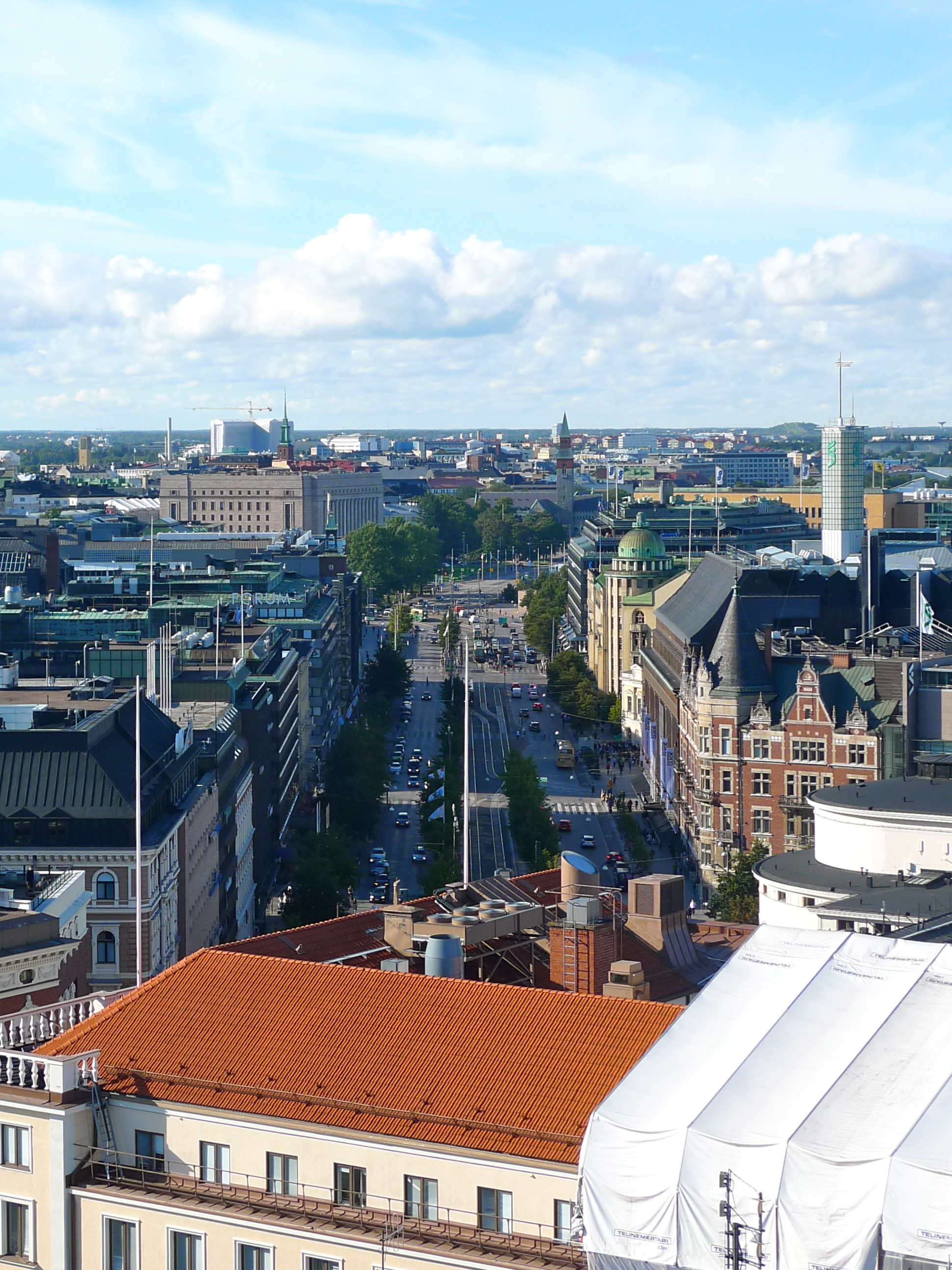
Principios de Mannerheimintie en el centro de Helsinki, mirando hacia el noroeste.

Mannerheimintie (en sueco Mannerheimvägen) es el nombre de la más larga y una de las más famosas calles de Helsinki, Finlandia. Originalmente se llamaba Heikinkatu, en honor a Heikki Rehbinder, pero fue renombrada después de la Guerra de Invierno en honor al mariscal Carl Gustaf Emil Mannerheim.
La calle empieza en Erottaja, en el centro de la ciudad, cerca del Teatro Sueco y la tienda departamental Stockmann. Luego pasa por los distritos de Töölö, Kamppi y Ruskeasuo, hasta que finalmente se une a una autopista que lleva a las afueras de la ciudad. 
Muchos edificios famosos se localizan en Mannerheimintie o cerca de ella. Algunos de éstos son el teatro y la tienda antes mencionados, así como la principal oficina postal, el Kiasma, la Casa del Parlamento, la Sala Finlandia, el Museo Nacional y la Casa de la Ópera.